# Kim Black
Kim Black (Liverpool (Nueva York), Estados Unidos, 30 de septiembre de 1978) es una nadadora retirada especialista en estilo libre. Fue olímpica en los Juegos Olímpicos de Sídney 2000 donde consiguió la medalla de oro en la prueba de 4x200 metros libres tras nadar las series eliminatorias.

## Palmarés internacional
| Juegos Olímpicos | Juegos Olímpicos    | Juegos Olímpicos | Juegos Olímpicos |
| Año              | Lugar               | Medalla          | Prueba           |
| ---------------- | ------------------- | ---------------- | ---------------- |
| 2000             | Sídney ( Australia) | Medalla de oro   | 4x200 m libres   |